# Otradnoje (Kaliningrad, Swetlogorsk)
Otradnoje (russisch Отрадное; deutsch Georgenswalde) ist ein Kurort und Ortsteil von Swetlogorsk (Rauschen) und gehört zum Gebiet Kaliningrad in Russland. 

## Geographie

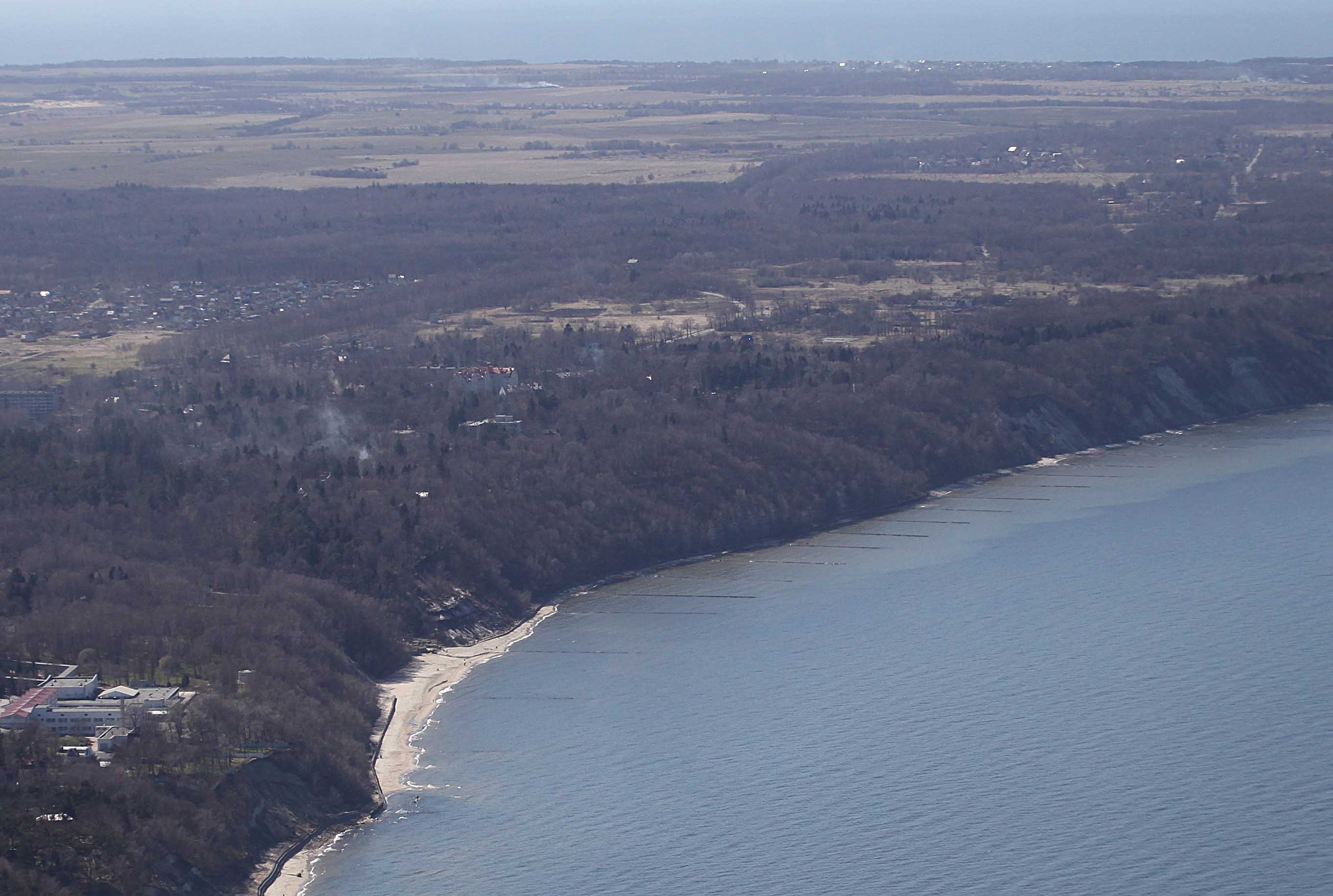
Blick auf das Otradnoje (Kaliningrad, Swetlogorsk), 2009.

Otradnoje liegt westlich von Swetlogorsk und östlich von Warnicken (heute russisch: Lesnoje) an der nördlichen Küste des Samlandes. Die nördliche Küste des Samlandes bei Georgenswalde ist eine von tiefen Schluchten (Detroitschlucht, Gausupschlucht, Blaue Rinne und Wolfsschlucht) durchzogene Steilküste. Nach Westen, Süden und Osten war Georgenswalde von ca. 2000 ha dichtem Mischwald umgeben.

## Geschichte

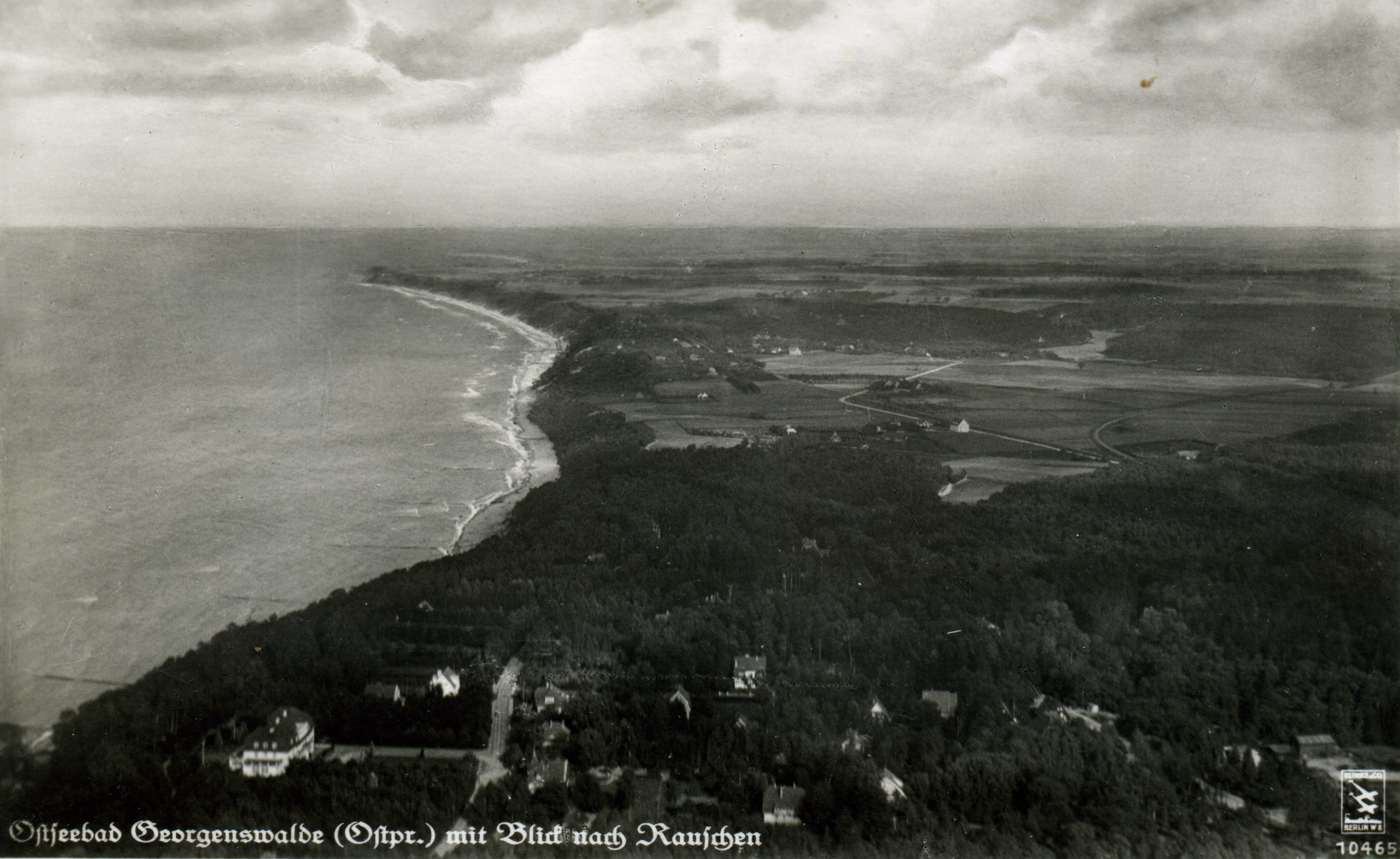
Blick auf das Ostseebad Georgenswalde (Ostpreußen).

Georgenswalde, zwischen Kurischer Nehrung und Frischer Nehrung an der Ostseeküste nordwestlich von Königsberg, auf einer Landkarte von 1910 (siehe linke Bildhälfte).

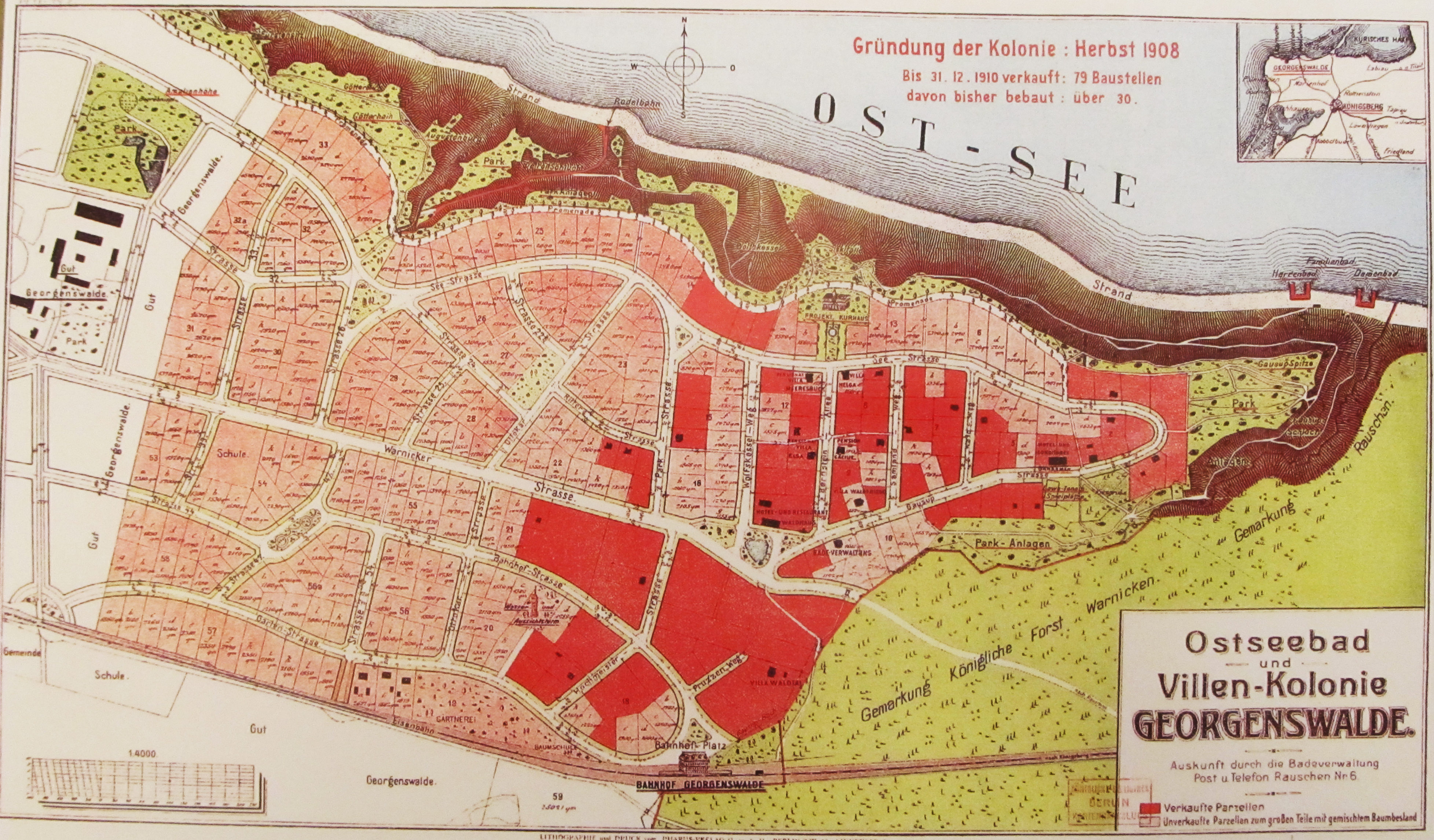
Ostseebad und Villenkolonie Georgenswalde, Landkarte von 1908 bis 1910.

Georgenswalde entstand am 7. Juli 1629 durch die Verleihung von 5 Hufen und 22 Morgen (296 ha) unerschlossenen Landes durch Kurfürst Georg Wilhelm als erbliches Eigentum an den Warnicker Wildnisbereiter Caspar Cawemann als Dank für langjährige treue Dienste. Cawemann soll seinem kurfürstlichen Herrn das Leben gerettet haben, als dieser bei der Jagd von einem Bären angegriffen wurde. Das ihm übereignete Gebiet lag zwischen der „Gerge“ oder „Görge“ im Süden, dem Fischerdorf Warnicken im Westen und der nördlich gelegenen Ostsee.
Es ist unklar, ob der Besitz nach dem „Kurfürsten Georg“ oder nach der „Görge“ zunächst „Georgenwalde“ genannt wurde, woraus dann später „Georgenswalde“ wurde.
Ein 1618 erbautes Jagdhaus wurde von Caspar Cawemann zum Gutshaus umgebaut und von seinen Erben erweitert. Dieses Gut wurde bis 1945 bewirtschaftet.
Die Besitzer des Gutes Georgenswalde waren:
- 1629–1676 Caspar Cawemann und sein Sohn
- ab 1677 Henning Weydemeyer (Strandbereiter)
- (in den folgenden Jahren sind die Besitzer nicht bekannt)
- 1778–1793 Johann Friedrich Bergau
- 1793–1829 Ernst Bergau (Kammer-Kalkulator)
- 1829–1853 Johann Friedrich Bergau (Regierungssekretär)
- 1853–1870 Friedrich Wilhelm Julius Bergau (Stadtkämmerer)
- 1870–1873 Friedrich Heinrich Gaedecke (Geheimer Kommerzien- und Admiralitätsrat), Adolf Aron Moses Aronson (Kaufmann) und Gustav Simon (Kaufmann)
- 1873–1878 Friedrich Heinrich Gaedecke (Geheimer Kommerzien- und Admiralitätsrat)
- 1878–1902 Friedrich August Neumann (Gutsverwalter)
- 1902–1907 Artur Neumann (Gutsverwalter)
- 1907 Kauf durch die Landbank AG Berlin, Teilung des Geländes
- 1908–1917 Rudolf Bergau
- 1917–1945 Waldemar Rade

Die Landbank AG Berlin teilte 1908 das 296 ha große Gelände in ein Gut (221 ha) und ein Bebauungsgebiet von 75 ha zur Errichtung einer Villenkolonie und eines Seebades.

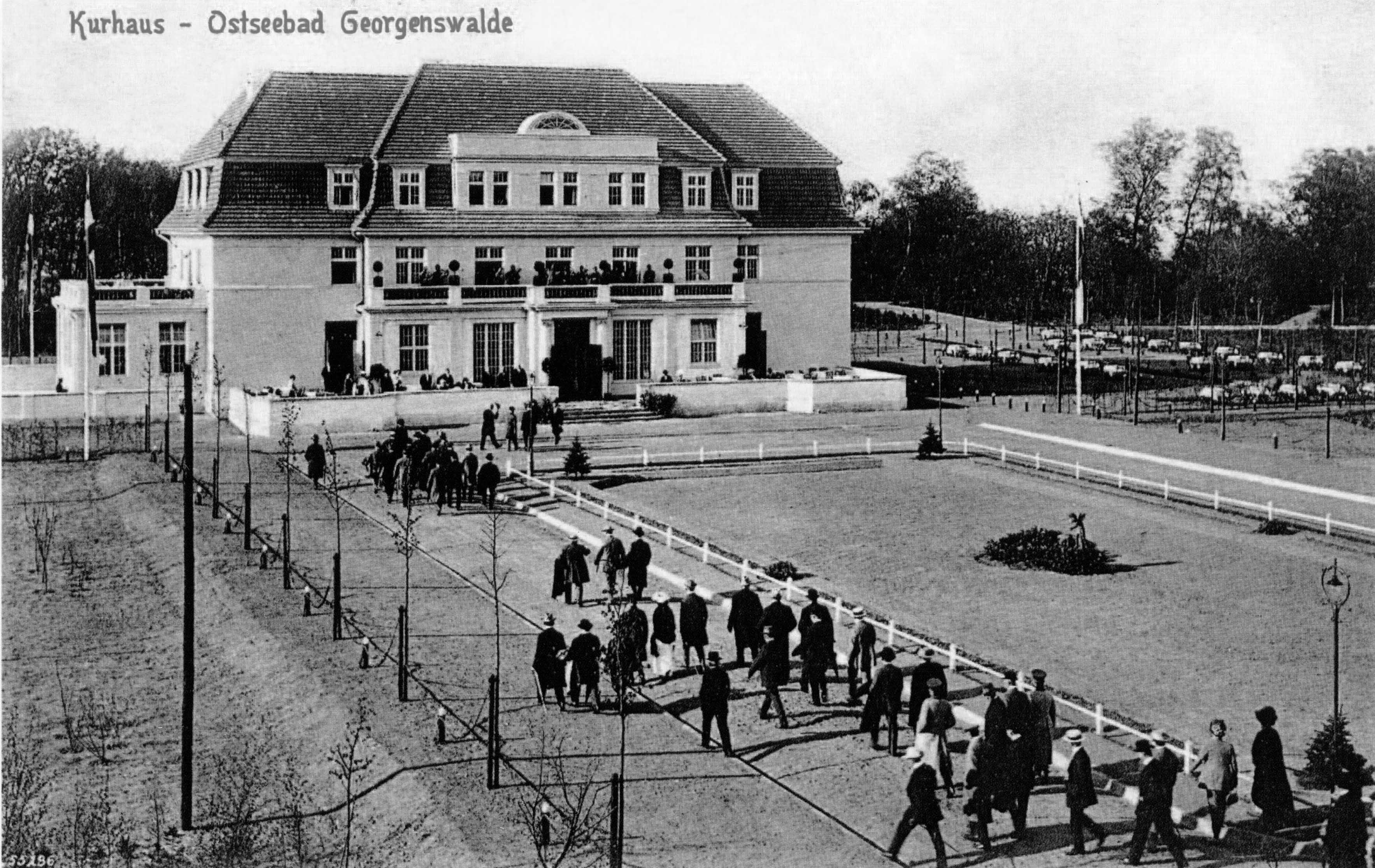
Kurhaus Ostseebad Georgenswalde. Besitzer Franz Kuhnke

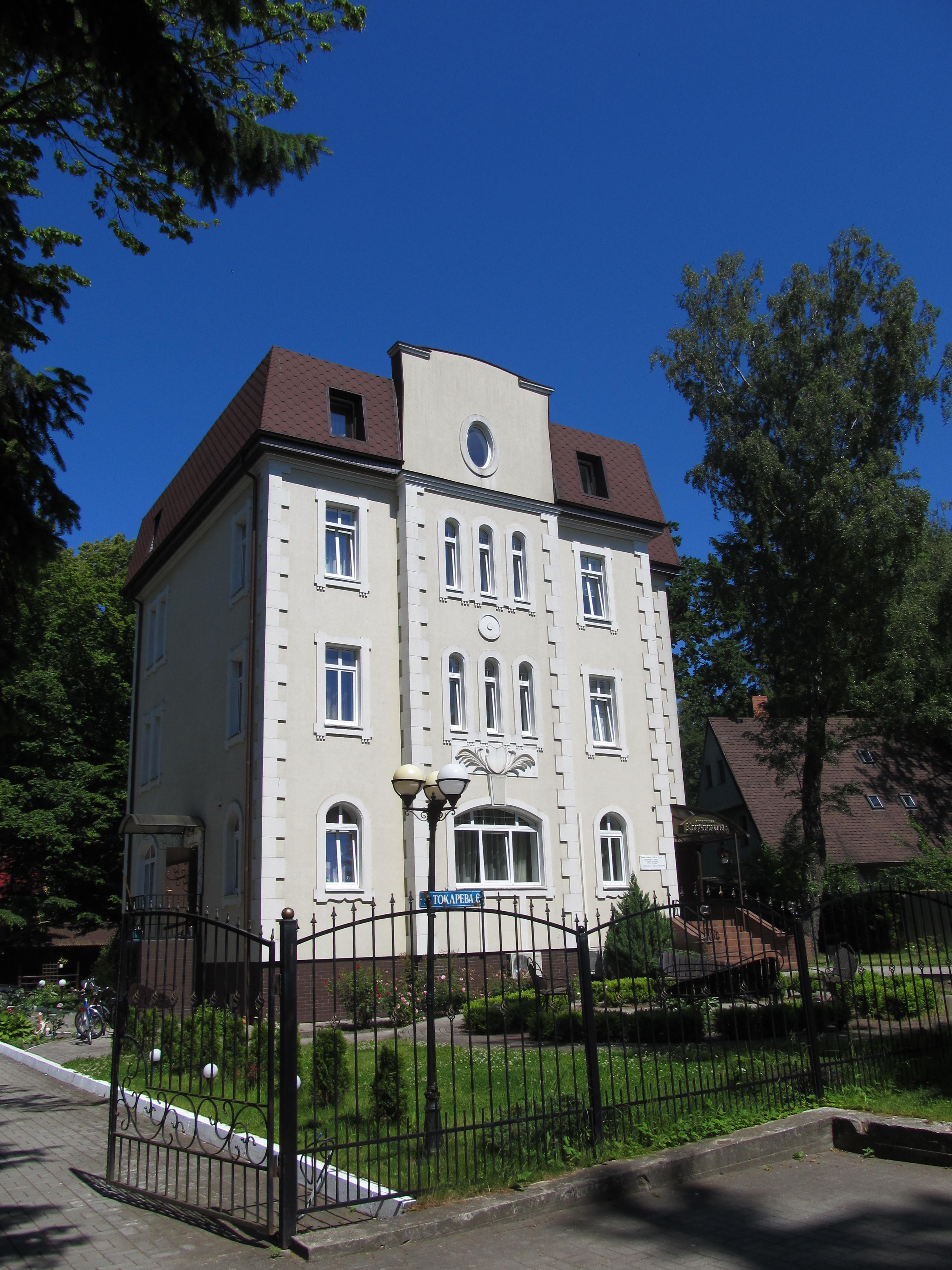
Ehemalige Villa Waldfriede. Wiederaufbau in 2007. Momentan Hotel Georgenswalde (russisch гостиница Георгенсвальде), Tokarew-Straße 6 (russisch улица Токарева, ehemalige Gausupp-Straße)

Das Gelände der Villenkolonie wurde 1908 von der Landbank in 400 Parzellen eingeteilt. Ein großzügiges Straßennetz und mehrere öffentliche Plätze wurden geplant und angelegt. Bis 1910 waren bereits 16 Häuser und ein zentrales Wasserwerk errichtet worden. In den Folgejahren begann das Bauen in großem Umfang. Bis 1914 entstand ein modernes Kurhaus, der Bahnhof wurde massiv ausgebaut und eine Postagentur eingerichtet. Nun wuchs die Zahl der Villen und Ferienhäuser rasch an und mit zunehmender Einwohnerzahl und dem Zustrom von Gästen siedelten sich auch Kaufleute an und eröffneten Geschäfte. Es folgten in den 1920er Jahren Pensionen, Gasthäuser und weitere Geschäfte. Zahlreiche Königsberger Persönlichkeiten, Ärzte, Beamte, Kaufleute, Offiziere und Künstler siedelten sich im Ostseebad Georgenswalde an oder errichteten größtenteils winterfeste Ferienhäuser. Bis Ende der 1930er Jahre wuchs der Ort ständig.
Zwar bremste der Zweite Weltkrieg diese Aufwärtsentwicklung, doch blieb der Ort bis 1944 von Kriegsauswirkungen weitgehend unberührt. Im Sommer 1944 wurden wegen der näherrückenden Frontlinie vorsorglich Kliniken aus Königsberg nach Georgenswalde in die Pensionen „Vier Jahreszeiten“ und „Samlandheim“ verlegt. Im August wurde Königsberg durch einen britischen Bombenangriff zerstört. Zahlreiche überlebende Königsberger fanden Schutz in ihren Georgenswalder Sommerhäusern. Ab Herbst 1944 kamen Flüchtlinge aus den östlichen Kreisen Ostpreußens dazu.
Nach einem ersten kurzen Durchbruch der Roten Armee Anfang Februar 1945 wurde Georgenswalde am Abend des 14. April 1945 endgültig von der Roten Armee besetzt. Der Ort war bis zu diesem Zeitpunkt fast unzerstört. Eine große Anzahl der Einwohner begann die Flucht in Richtung Westen.
Nach dem Zweiten Weltkrieg kam das Ostseebad zur Sowjetunion und wurde in Otradnoje umbenannt. Die verbliebenen Bewohner wurden ausgesiedelt und die neuen Einwohner kamen aus verschiedenen Teilen der Sowjetunion.
Im Jahr 1999 erhielt Otradnoje des Status eines Kurorts.

### Amtsbezirk Georgenswalde (1930–1945)
Nach der Eingliederung des Forstgutsbezirkes Warnicken in die Landgemeinde Georgenswalde zum 1. Dezember 1928 wurde am 18. Mai 1930 der Amtsbezirk Warnicken in „Amtsbezirk Georgenswalde“ umbenannt und der Amtssitz entsprechend verlegt. Der Bezirk gehörte bis 1939 zum Kreis Fischhausen, von 1939 bis 1945 zum Landkreis Samland im Regierungsbezirk Königsberg der preußischen Provinz Ostpreußen. Der Amtsbezirk umfasste lediglich die Landgemeinde Georgenswalde.

### Infrastruktur
Vor 1914 wurde die Wasserversorgung des Ortes mit einem 45 hohen Wasserturm fertiggestellt. Im Herbst 1928 begann der Bau einer Kanalisation und die Straßen wurden asphaltiert.

## Kirche
Georgenswalde gehörte bis 1929 zusammen mit 27 weiteren kleinen Gemeinden zur evangelischen Pfarrgemeinde Sankt Lorenz (heute russisch: Salskoje) im Kirchenkreis Fischhausen (Primorsk) innerhalb der Kirchenprovinz Ostpreußen der Kirche der Altpreußischen Union. Ab dem 1. April 1929 entstand aus Rauschen mit Sassau und Cobjeiten und Georgenswalde mit Warnicken und Hirschau die neue Kirchengemeinde Rauschen, die jedoch im Verbund der Kirche in Sankt Lorenz verblieb. Heute liegt Otradnoje im Einzugsgebiet der evangelisch-lutherischen Auferstehungskirche in Kaliningrad (Königsberg) innerhalb der Propstei Kaliningrad der Evangelisch-lutherischen Kirche Europäisches Russland.

## Schule
Bis 1913 gingen die Georgenswalder Kinder in Rauschen zur Schule. 1913 errichtete die Landbank AG Berlin ein Schulhaus mit einem Klassenraum und einer Lehrerwohnung. Am 1. Mai 1913 betrug die Schülerzahl 61 Schüler. 1926 wurde bei einer Schülerzahl von 80 Schülern das Schulgebäude erweitert.

## Vereine (bis 1945)
(Vereinsgründungsjahr, Name, Vereinsziele)
- 1912 Grundbesitzerverein Georgenswalde e. V. (Förderung des Fremdenverkehrs, Wohnungsnachweis, Rechtsvertretung gegenüber der Landbank AG)
- 1912 Kriegerverein (1919 aufgelöst, 1922 neu gegründet)
- 1923 Betriebswerk Georgenswalde eGmbH (Errichtung und Betrieb eines elektrischen Niederspannungsnetzes in Georgenswalde)
- 1929 Verschönerungsverein Georgenswalde e. V. (Pflege öffentlicher Plätze, Wegebeschilderung und -erhaltung, Organisation von Volksfesten)

## Verkehr

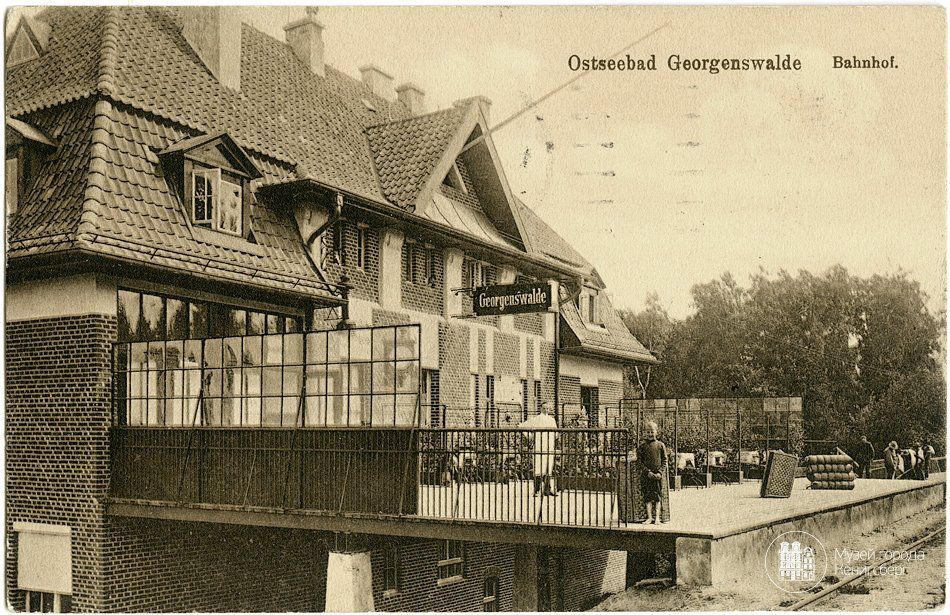
Bahnhof Georgenswalde

Seit 1900 war Georgenswalde Bahnstation der Samlandbahn von Königsberg nach Warnicken. Es war zu Badeausflügen für die Königsberger Stadtbevölkerung in weniger als einer Stunde zu erreichen. Der Bahnhof wurde etwa 2006 stillgelegt. Heute beträgt die Reisezeit Kaliningrad – Otradnoje etwa 30 Minuten.

## Küstenschutz

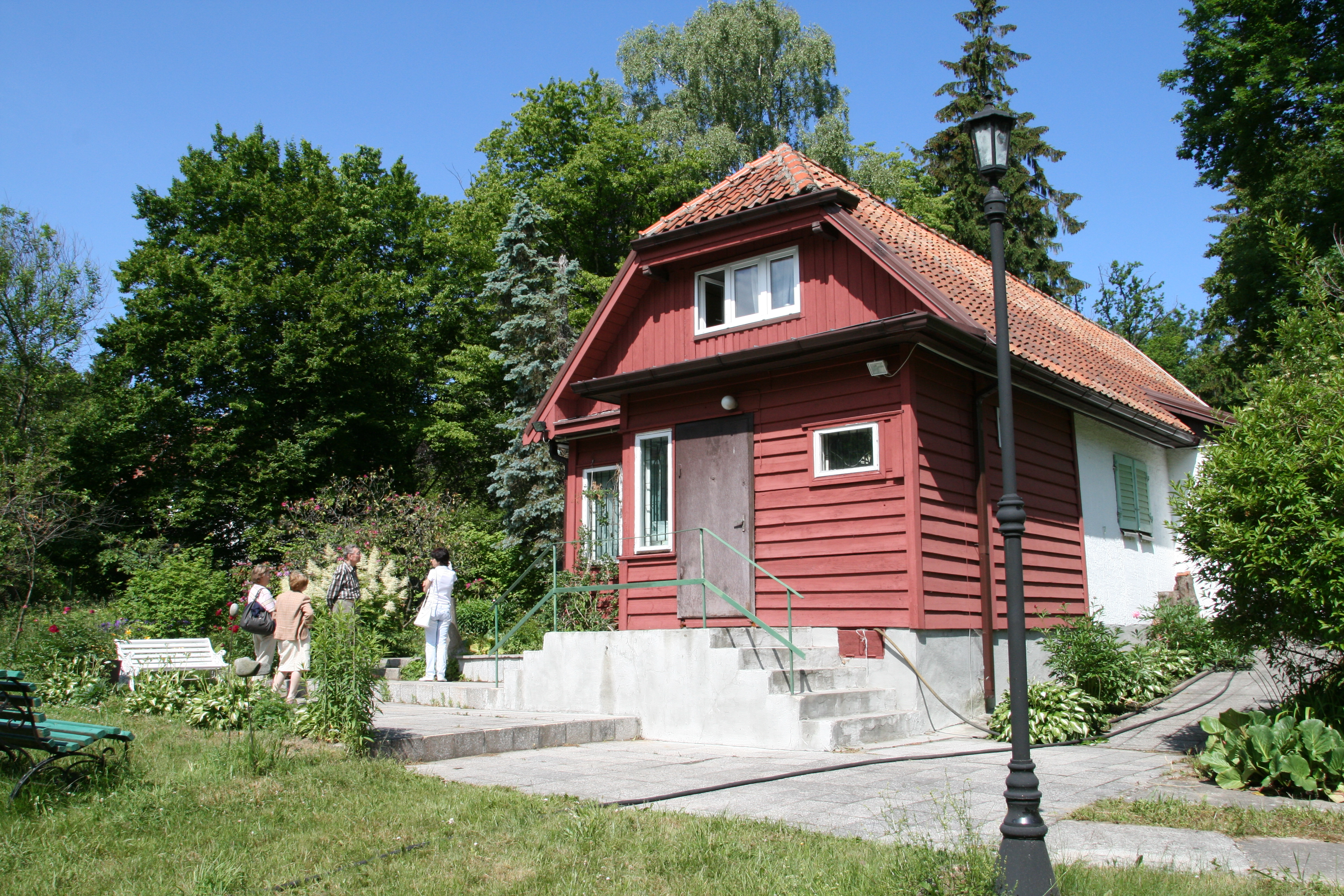
Brachert-Museum in Отрадное / Georgenswalde (Sommer 2011)

Die Steilküste bei Georgenswalde ist durch Erosion gefährdet. Ohne Eingreifen des Menschen wurden pro Jahr durchschnittlich ca. 50 cm Steilküste abgetragen. Zu Ende der letzten Eiszeit lag die Küstenlinie etwa 3 km weiter nördlich als heute. 1925 wurde durch die „Vereinigung Samländischer Küstenschutz“ mit dem Bau von Buhnen begonnen und man kanalisierte die Bäche des Hinterlandes, was zu einer Stabilisierung der Steilküste und zu einer Verbreiterung des Strandes von 10 auf etwa 40 Meter führte. Diese Arbeiten wurden nach 1945 nicht fortgeführt. Die meisten der Buhnen sind heute verfallen. Daher hat der Strand heute nur noch etwa 5–10 Meter Tiefe und ist an einigen Stellen ganz verschwunden.

## Brachert-Museum
Für den deutschen Bildhauer Hermann Brachert befindet sich seit 1993 in der Tokarew-Straße 7 in Otradnoje
ein Kunstmuseum zum Gedenken an ihn und sein Werk. Bei dem Gebäude handelt es sich um das ehemalige Sommerhaus der Familie Brachert, das 1937 von Hanns Hopp zu einem Wohnhaus umgebaut wurde.

## Sohn der Gemeinde
- Wolfgang Schulz (1943–2015), Kunsthistoriker